# Cooter (Misuri)
Cooter es una ciudad ubicada en el condado de Pemiscot en el estado estadounidense de Misuri. En el censo de 2010 tenía una población de 469 habitantes y una densidad poblacional de 613,84 personas por km².

## Geografía
Cooter se encuentra ubicada en las coordenadas 36°2′48″N 89°48′33″O / 36.04667, -89.80917. Según la Oficina del Censo de los Estados Unidos, Cooter tiene una superficie total de 0.76 km², de la cual 0.76 km² corresponden a tierra firme y (0%) 0 km² es agua.

## Demografía
Según el censo de 2010, había 469 personas residiendo en Cooter. La densidad de población era de 613,84 hab./km². De los 469 habitantes, Cooter estaba compuesto por el 97.87% blancos, el 1.92% eran afroamericanos, el 0% eran amerindios, el 0% eran asiáticos, el 0% eran isleños del Pacífico, el 0% eran de otras razas y el 0.21% pertenecían a dos o más razas. Del total de la población el 0.43% eran hispanos o latinos de cualquier raza.